# Kükedi József
Kükedi József (1934. június 15. – 2003. szeptember 29.) civil katolikus teológus, nyomdász, korrektor, a Magyar katolikus lexikon és a Heti Világgazdaság munkatársa. A kommunista diktatúra idején a demokratikus ellenzék tagja.

## Élete
A gimnáziumot 1948 és 1951 között Esztergomban, a „teológiai előkészítő iskolában”, papnövendékként végezte, 1951 és 1958 között bejáró civilként teológus diplomát szerzett a budapesti Hittudományi Akadémián. 
1959-tól korrektorként dolgozott Budapesten, az Akadémiai Nyomdában, 1960-tól pedig műszaki ügyintézőként a Pénzügyminisztérium kis kiadójában. 
A Katolikus Munkásifjak Szövetségében, majd más katolikus egyházi közösségekben, kórusokban folytatott tevékenysége miatt az állambiztonsági szervek 1952-től figyelték. (A nyilvántartásban 1955 és 1961 között 27 természetjáró kirándulását regisztrálták.) Az 1961. évi persorozat során július 25-én őt is letartóztatták, és államellenes szervezkedés vádjával hallgatták ki a Belügyminisztérium Gyorskocsi utcai Vizsgálati Osztályán. Végül ezért nem ítélték el, de 1962. február 23-án hivatali fölöttese, Nyers Rezső pénzügyminiszter fegyelmiben részesítette, és alacsonyabb munkakörbe helyezte. 
1965-tól a Pénzjegynyomda műszaki ügyintézője volt, 1970-től 1983-ig a Pécsi Szikra Nyomdának dolgozott piackutatóként, 1977-től a Nyírségi Nyomda budapesti képviselője volt, 1979-től pedig a Heti Világgazdaság korrektora lett.  
Az 1980-as években a kommunista diktatúra „demokratikus ellenzékének” tagja volt. Emellett kutatta a magyar katolikus egyház történetét, amelyről sok adatot gyűjtött. Az állambiztonsági szolgálat továbbra is megfigyelte, kutatásairól nyilvántartást vezettek. A rendszerváltás idején kutatói munkája elsősorban az egyháznak a kommunista elnyomás idején betöltött szerepe felé fordult. Ez egyaránt kiterjedt az egyház elleni konspiratív tevékenységre, az üldözött, bebörtönzött egyházi személyekre és a diktatúrával együttműködő, besúgó egyháztagokra is. A Magyar katolikus lexikonnak is munkatársa volt.

## Művei
- Borsa Gedeon–Kükedi József: A kis alakú régi magyarországi nyomtatványokról, Magyar Könyvszemle 1972, 122—126.
- Kükedi József: A Vizsolyi Biblia nyomdai kézirattöredékei tükrében, Magyar Könyvszemle, 1983, 370-382.
- A magyar katolikus egyház 1945. január 1. – 1999. június 30. között elhunyt egyházmegyés papjai, szerzetes papjai, szerzetesei és szerzetesnői, szerk. Diós István és Kükedi József, Budapest, 1999.